# 科穆納爾
59°27′N 30°24′E / 59.450°N 30.400°E
科穆納爾（俄语：Коммуна́р）是俄羅斯列寧格勒州的其中一個城市，位於聖彼得堡以南35公里。2002年人口為17,164人。
1840年代建立。1993年設市。